# Mézuela Servier
Pour les articles homonymes, voir Servier (homonymie).
Mézuela Servier, née le 18 avril 1971 à Vernon, est une ancienne joueuse française de handball évoluant au poste de demi-centre. Elle fut capitaine de l'équipe de France dans les années 1990.

## Biographie
Mézuela Servier découvre le handball dans sa ville natale au SPN Vernon et se fait repérer au point d'être sélectionnée en équipe de France espoirs. Elle évolue à Vernon jusqu'en 1989 avant de rejoindre l'USM Gagny 93, le meilleur club français du moment.
En cinq saisons dans le club francilien, elle est deux fois championne de France, trois fois vice-championne et a remporté deux Coupes de France  pour deux finales perdues. Parallèlement, elle connait sa première sélection en 1990 en équipe de France A et participer ainsi au championnat du monde 1990, terminé à la 14e place
Mais Gagny rate la marche vers le professionnalisme et 1994 est la dernière année où le club inscrit son nom au palmarès. Mézuela Servier rejoint alors le Stade français,. En 1996, elle est une des premières françaises à quitter la France pour un club étranger en signant en Allemagne au TV Lützellinden où elle devient Championne d'Allemagne et finaliste de la Coupe d'Allemagne en 1997. 
Mais après une saison, elle rentre en France et signe au A.L. Bouillargues où elle retrouve Jean-Paul Martinet, qu'elle a connu dans les sélections jeunes,. Toutefois, elle décide de prendre du recul par rapport au handball et renonce même à l'équipe de France qui prépare alors le championnat du monde 1997. Quelques mois plus tard, elle donne naissance à Elohim Prandi le 24 août 1998. En 2000, après près de 3 ans d'arrêt, elle fait son retour avec Bouillargues. Au printemps 2001, elle fait même son retour en équipe de France, et est élue  meilleure demi-centre du championnat... avant d'une nouvelle fois s'arrêter en octobre 2001 pour une nouvelle maternité. 
En 2003, elle fait son retour en D2 avec le Noisy-le-Grand handball avec lequel elle atteint la demi-finale de la Coupe de France en 2005. Elle y devient par la suite entraîneuse.

### Vie privée
Après avoir été en couple avec Franck Maurice, Mézuela Servier a un fils avec l'ancien handballeur international Raoul Prandi, Elohim Prandi, né en 1998. En mai 2002 naît Mattéo Fadhuile qui a rejoint le centre de formation du HBC Nantes en 2019.

## Palmarès

### En clubs
compétitions nationales
- Vainqueur du Championnat de France (2) : 1991 et 1992
  - Deuxième en 1990, 1993, 1994
- Vainqueur de la Coupe de France (2) : 1992 et 1993
  - Finaliste en 1990, 1994
- Vainqueur du Championnat d'Allemagne (1) : 1997, 2000, 2001
- Finaliste de la Coupe d'Allemagne (1) : 1997

### En équipe de France
- 14e place au championnat du monde 1990
- Médaille d'argent aux Jeux méditerranéens de 1991
- Médaille d'argent aux Jeux méditerranéens de 1993 en Languedoc-Roussillon
- Médaille d'or aux Jeux méditerranéens de 1997 à Bari
- Médaille d'or aux Jeux méditerranéens de 2001 à Tunis

### Distinctions individuelles
- élue meilleure demi-centre du Championnat de France en 2001